# Microregione di Frederico Westphalen
Frederico Westphalen è una microregione del Rio Grande do Sul in Brasile, appartenente alla mesoregione di Noroeste Rio-Grandense.
È una suddivisione creata puramente per fini statistici, pertanto non è un'entità politica o amministrativa.

## Comuni
È suddivisa in 27 comuni:
- Alpestre
- Ametista do Sul
- Caiçara
- Constantina
- Cristal do Sul
- Dois Irmãos das Missões
- Engenho Velho
- Erval Seco
- Frederico Westphalen
- Gramado dos Loureiros
- Iraí
- Liberato Salzano
- Nonoai
- Novo Tiradentes
- Novo Xingu
- Palmitinho
- Pinheirinho do Vale
- Planalto
- Rio dos Índios
- Rodeio Bonito
- Rondinha
- Seberi
- Taquaruçu do Sul
- Três Palmeiras
- Trindade do Sul
- Vicente Dutra
- Vista Alegre